# 루크 제닝스
루크 제닝스(영어: Luke Jennings, 1953년 ~ )는 영국의 언론인 겸 작가로, 드라마로 만들어진 스파이 소설 킬링 이브 시리즈로 유명하다.